# Eucalyptus fusiformis
Eucalyptus fusiformis är en myrtenväxtart som beskrevs av Boland och Kleinig. Eucalyptus fusiformis ingår i släktet Eucalyptus och familjen myrtenväxter. Inga underarter finns listade i Catalogue of Life.